# گروه اکونومیست
گروه اکونومیست (انگلیسی: Economist Group) شرکت رسانه‌ای بریتانیایی و چندملیتی است، که مالک هفته‌نامه خبری اکونومیست می‌باشد.
ریشه‌های تأسیس این شرکت به سال ۱۸۴۳ بازمی‌گردد، که جیمز ویلسن اقدام به چاپ مستمر هفته‌نامه اکونومیست نمود. گروه اکونومیست هم‌اکنون در زمینه اطلاع‌رسانی و تحلیل تجارت بین‌الملل و روابط بین‌الملل، همچنین مدیریت شبکه‌ای از روزنامه‌ها، مجلات و شبکه‌های خبررسانی فعالیت می‌کند.